# Takaoka Shinno
Takaoka Shinnō (prince impérial Takaoka (799-865) (高岳親王) est un prince japonais, troisième enfant de l'empereur Heizei. Il fut plus tard moine de l'école bouddhiste shingon, et il devint l'un des principaux disciples de son fondateur, Kukai. Il est mort au cours d'une expédition qu'il avait lancée pour se rendre en Inde, sans avoir atteint ce pays.
La fin de sa vie a fait l'objet d'un roman publié en 1987 par Tatsuhiko Shivusawa, et traduit en français sous le titre Le voyage sur les mers du prince Takaoka. 

## Biographie
Il est le troisième fils de l'empereur Heizei et de Ise no Tsugiko, fille aînée de Kusoku no hen (ou Fujiwara no Kusuko). En 809, l'empereur Saga, son oncle, le fait prince héritier (kōtaishi),. Toutefois, il est destitué dès l'année suivante, du fait de sa participation à l'Incident de Kusuko, un complot organisé par sa grand-mère et dirigé contre Saga.

### Le moine
Ces événements poussent Takaoka à devenir moine, sous le nom de Shinnyo (真如, « ainséité »), à l'âge de vingt ans. Il rejoint bientôt le groupe récemment fondé par Kūkai (qui deviendra l'école shingon), et il se retrouve rapidement dans le groupe des dix principaux disciples du maître au temple de Tōdai-ji, où Hakuin avait fondé un pavillon. Cela se passe en l'an 13 de l'ère Kônin (822), et le prince a 23 ou 24 ans. Après la disparition de Kukai, en 835, il parcourt le Japon pour prêcher et il attire autour de lui nombre de disciples. À partir de 855, il participe à la restauration du grand Bouddha (Dai Butsu) du temple Tōdai-ji, à Nara (dont la tête était tombée d'elle-même), une tâche qui durera sept ans,,.
Selon la légende, lorsqu'il n'était pas dans la capitale, au Todai-ji, le prince a passé le plus clair de son existence dans différents temples, comme le Saihō-ji (qui était alors un temple shingon) d'où il montait souvent au Mont Kōya — siège du shingon — ou encore dans les provinces de Kawachi et de Yamato (où il inspectait les temples de la secte), ainsi que dans la lointaine province de Tango.
Il semble avoir eu peu de goût pour les préoccupations du monde, privilégiant la vie solitaire dans les ermitages, ce qui lui valut le surnom de « prince Zuda », ce mot signifiant « [avoir] la tête dans les mantras », autrement dit mener une vie ascétique, se nourrissant grâce à la mendicité et aux aumônes. Il gagnera d'ailleurs différents autres surnoms, parmi lesquels « prince de l'ainséité », « bonze méditatif », « prince-bonze hors cadre ».

### La Chine et le voyage

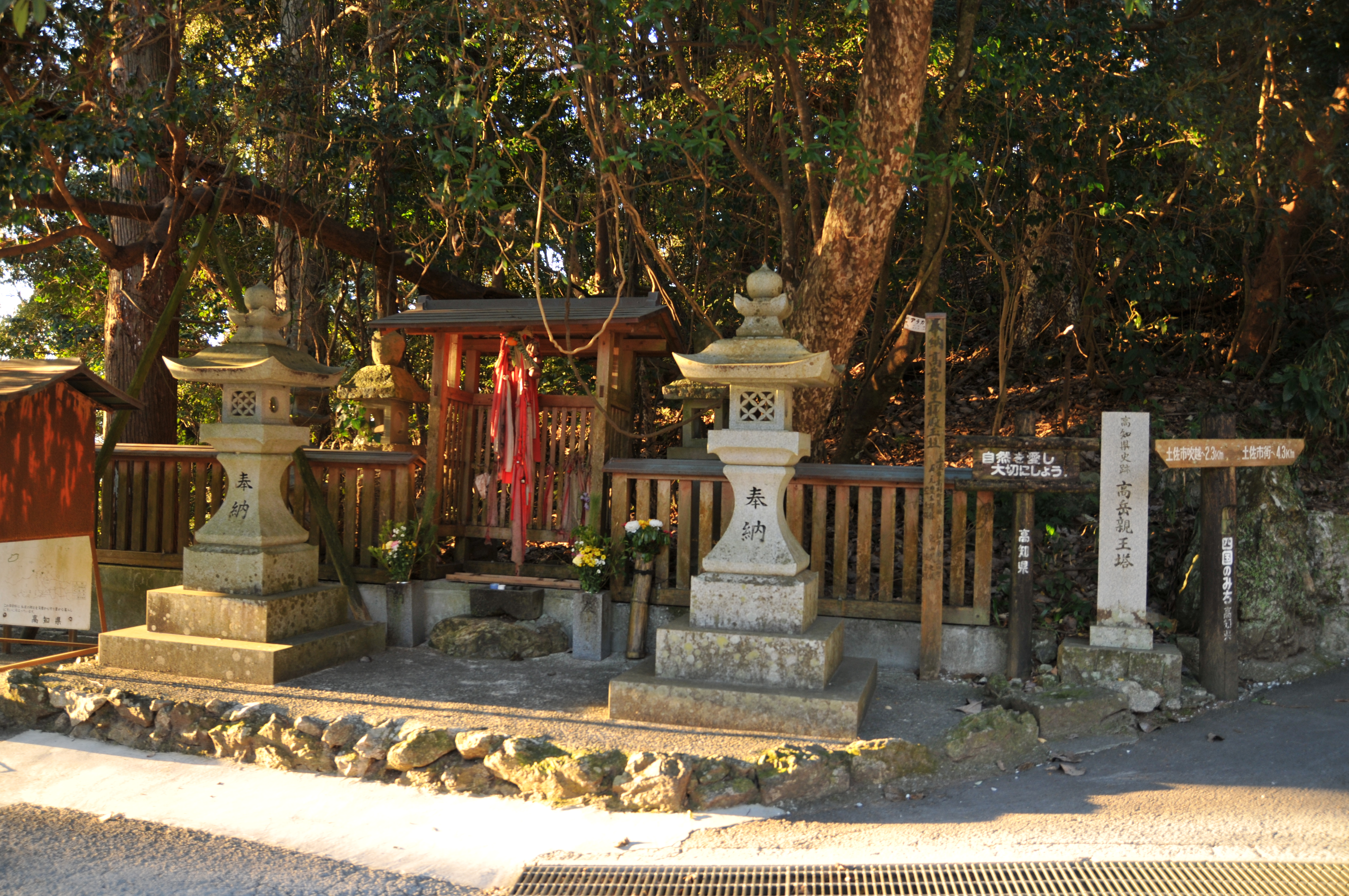
Mémorial de Takaoka Shinnon au Kiyotaki-ji, un des temples du pèlerinage de l'île de Shikoku. C'est là qu'il aurait rejoint Kukai pour devenir moine.

En 861 (an 3 de l'ère Jôgan), Takaoka adresse une requête à l'empereur afin qu'il l'autorise à partir en voyage à travers le Japon: « Quarante années depuis que je quittais le monde pour entrer en religion, aujourd'hui les jours qui me restent à vivre sont peu nombreux. Ma seule aspiration désormais est d'arpenter les monts et les bois de lieu en lieu pour y ramasser mon esprit. » Il demande à être accompagné d'une vingtaine de bonzes et de novices. Cependant, ce projet n'a sans doute pas abouti, car quelques jours plus tard, il sollicite une nouvelle audience pour, cette fois, être autorisé à partir dans la Chine des Tang.
En 862, il part donc en Chine, étudier les maîtres bouddhistes chinois, avec plusieurs personnes à sa suite. Cependant, ce qu'il trouve ne le satisfait pas, et en 865 il quitte la Chine, décidé à se rendre en Inde, pour y chercher les réponses qu'il n'a pas reçues des moines chinois qu'il a consultés à Luoyang et à Chang'an. Ayant obtenu l'autorisation auprès de l'empereur de Chine, il entreprend un voyage de plus de 2 000 km pour se rendre à Canton, où il embarque avec quelques membres de sa suite (la plupart étant retournés au Japon). Mais il décède au cours de son voyage, probablement dans le royaume de Luoye, à la pointe sud de la Malaisie (près de l'actuelle Singapour),.
Il reste cependant le premier Japonais connu de son époque qui est allé aussi loin en direction de l'ouest. Aujourd’hui, dans le cimetière japonais de Johor Bahru, en Malaisie, on trouve une tour commémorative pour le prince Takaoka, érigée en 1970 par l'abbé principal du temple du Mont Kōya,.

### Famille
Takaoka a eu deux enfants de sexe masculin, sans que l'on connaisse le nom de leur mère[réf. souhaitée]: Yoshibuchi Zaihara (816-875) et Yasusada Arihara (?-?).

## Takaoka dans la littérature
Le voyage vers l'Inde et la mort du prince sont le sujet du roman de Tatsuhiko Shibusawa, Le voyage sur les mers du prince Takaoka, publié au Japon en 1987 et traduit en français en 2023.